# Harald el Joven
Harald el Joven (del latín «Herioldus iunior», como se le denomina en los Annales Xantenses) fue un caudillo vikingo que pertenecía a la realeza danesa. Se ha confundido en algunas ocasiones con el monarca Harald Klak, que, de hecho, era su tío con quien compartía el mismo nombre. Era hermano del vikingo Rorik de Dorestad que gobernó gran parte de Frisia en el Imperio carolingio, como se recoge en los Annales Xantenses (“frater iam dicti Herioldi iunioris”) y en los Anales de Fulda, aunque los Annales Bertiniani mencionan que Rorik era el sobrino de Harald, posiblemente Harald Klak.
En el año 841 el emperador Lotario I le concedió a él y a su hermano Walcheren, como feudo en beneficio, como tributo por las incursiones lanzadas por Harald contra su padre Ludovico Pío, durante las guerras civiles que asolaban en la década de 830.
En aquel tiempo Harald era un pagano confeso, mientras la población de Walcheren era mayoritariamente cristiana, razón por la que el historiador franco Nitardo afirmó que Lotario permitía la sumisión de la población cristiana bajo el yugo de unos escandinavos con licencia para pillajes y desmanes en los territorios cristianos enemigos. Entre el 840 y 843 Lotario se vio inmerso en una guerra civil con sus hermanos Luis el Germánico y Carlos el Calvo, y Nitardo mencionó a Harald como figura presente durante los acontecimientos militares en el año 842. No mucho más tarde Harald murió y su hermano se vio forzado a unirse a la corte de Luis el Germánico, donde pasó varios años.
Aunque algunas fuentes tardías describen a Harald como pagano —Prudencio de Troyes, autor de los Annales Bertiniani, le consideró como «perseguidor de la fe cristiana y adorador de demonios» y el recibo del beneficio un «crimen absolutamente detestable»— pudo ser bautizado en la corte imperial. Harald Klak y su familia, quizás incluso Harald, fueron bautizados en Maguncia en el 826, con Lotario como padrino. El hijo del rey Harald, Godofredo Haraldsson, y uno de sus sobrinos permanecieron en la corte carolingia tras la partida del rey. Como Godofredo siguió siendo aliado de Lotario hasta mediados de la década de 840, es posible que Harald fuera su primo quien permaneció a su lado después del 826 y comenzase las incursiones contra los territorios de Frisia de Ludovico Pío en el año 834.